# Louis Pevernagie

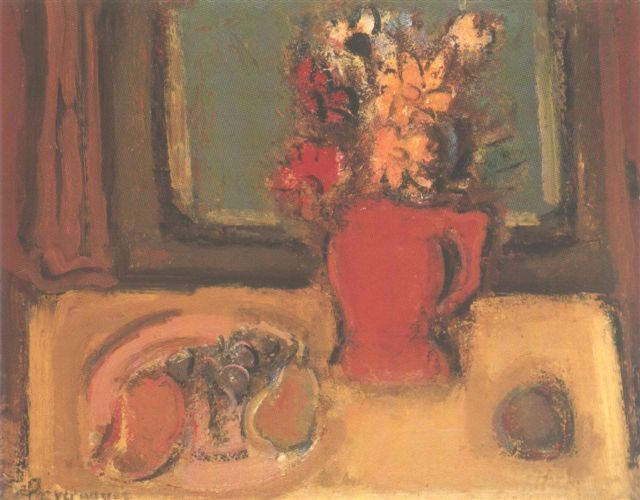
Louis Pevernagie: Blumen, Öl auf Leinwand

Louis Pevernagie (* 1904; † 1970) war ein belgischer Maler.

## Leben
Louis Pevernagie wurde 1904 in einem Dorf in Flandern geboren. Die Landschaft der flämischen Ardennen war die Inspiration für viele seiner Gemälde und gibt einen Einblick in das flämische Landleben. Er schloss sein Studium für Zeichnen-Pädagogik 1924 ab, begann aber seine Karriere als Maler während seines Studiums. Er heiratete im Alter von 30 Jahren und bekam zwei Kinder. Nach dem Zweiten Weltkrieg ließ er sich in Uccle/Ukkel (in der Nähe von Brüssel) nieder. Seine Ideen und Visionen offenbaren sich auf der Leinwand und auch schriftlich in den Medien. Als Journalist war er tätig in der Nachrichtenagentur Belga. Er starb in Uccle im Jahr 1970.
Er ist der Vater von Erik Pevernagie. Mit den Expressionisten Gustave de Smet, Hubert Malfait, Albert Saverijs und Maurice Schelck nahm er an verschiedenen Ausstellungen teil. Sein Werk wird durch intensive Leidenschaft und warme Farben gekennzeichnet. Der Maler unterscheidet sich durch die Qualitäten der Komposition und des Farbauftrags, die typisch sind für die Latemer Schule von Sint-Martens-Latem, Latemse School.

## Werk
Louis Pevernagie fing als expressionistischer Maler an. Er verwendete hauptsächlich warme Farben, die eine lebendige Ausstrahlung haben. Wegen seiner ständigen Suche nach Licht könnte man ihn zu den „Luministen“ klassifizieren. Er versuchte, eine perfekte Balance zwischen Licht und Schatten zu finden, und entwickelte seine Bilder mit Intensität und Kraft. Sein Ansatz war rau und subtil zugleich. Er führte diesen interessanten Widerspruch in einer Reihe von Themen, wie Landwirte bei der Arbeit, Landschaften, Interieure, Akte, Blumen und Stillleben. Nach dem Zweiten Weltkrieg wandte er sich zur nicht-figurativen Kunst. In seiner abstrakten Periode behielt er die Stärke und die Kraft seines künstlerischen Temperaments.

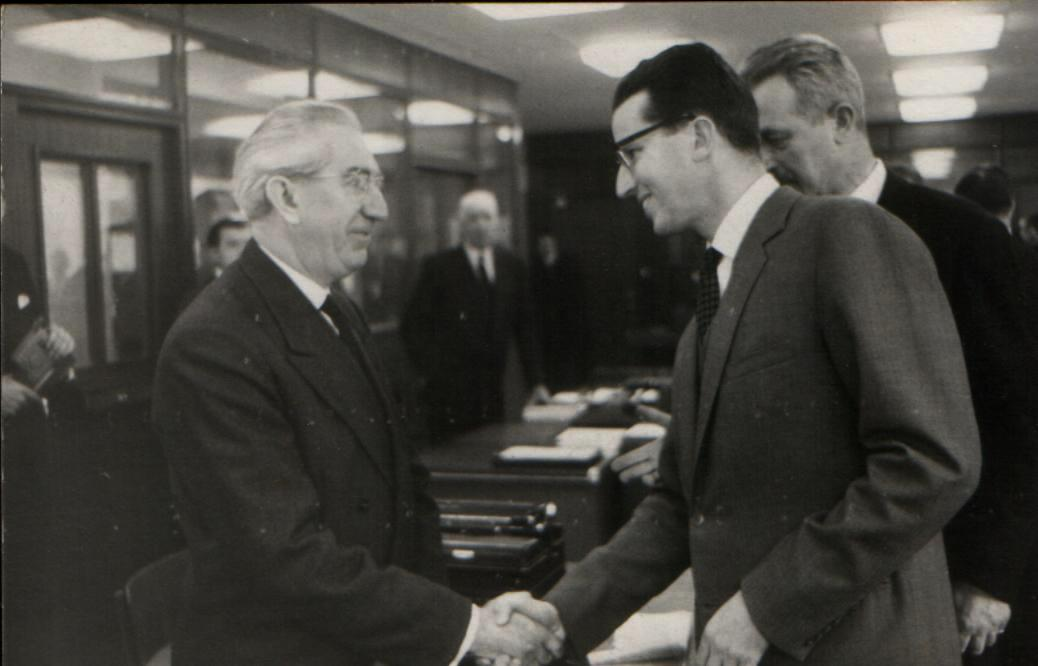
Louis Pevernagie (l.) mit König Baudouin (r.)

## Zitate
„Er vereint die Errungenschaften des Expressionismus und Animismus mit einer brillanten technischen Behandlung von Licht und mit einer intimen Herangehensweise an das Thema. Bei Pevernagie scheint das Licht verinnerlicht zu sein. Seine Bilder scheinen fast inwendig verzehrt zu werden durch eine Spannung, ein Glühen, die das rein Materielle aufheben.“

„Die Persönlichkeit von Louis Pevernagie fällt auf durch seine stürmische Leidenschaft, das Gleichgewicht zwischen Passion und innerer Ruhe, den treffenden Ausdruck, die monumentale Schlichtheit der Formen, die Stärke der Färbung, das Einwirken des Lichts, das die Dinge subtil transponiert. Tiefe Kräfte der Besinnung durchschimmern seine Leinwände.“

„Louis Pevernagie zeigt sich in seinen Werken als Intimist, gleichwertiger Zeitgenosse von Albert Van Dyck und War Van Overstraeten, Künstler, die Paul Haesaerts unter die Animisten ordnete. Durch seinen umfassenden Blick und seine Vitalität übersteigt Pevernagie den etwas naiven Van Dyck und den verträumten Van Overstraeten. In seiner zweiten Periode widmet er sich mit voller Hingabe der non-figurativen Malerei. So entsteht eine Reihe von kräftigen, abstrakten Kompositionen, von denen manche eine überzeugende, semiotische Wirkung haben.“